# Yli-Muonio
Yli-Muonio (även stavat Ylimuonio) är en ort i Muonio kommun i landskapet Lappland i Finland. Yli-Muonio utgjorde en tätort (finska: taajama) mellan folkräkningarna 1960 och 1995. Orten ligger intill Muonioälven.

## Befolkningsutveckling
| Befolkningsutvecklingen i Yli-Muonio 1960–1995 | Befolkningsutvecklingen i Yli-Muonio 1960–1995 | Befolkningsutvecklingen i Yli-Muonio 1960–1995 | Befolkningsutvecklingen i Yli-Muonio 1960–1995 | Befolkningsutvecklingen i Yli-Muonio 1960–1995 |
| ---------------------------------------------- | ---------------------------------------------- | ---------------------------------------------- | ---------------------------------------------- | ---------------------------------------------- |
|                                                |                                                |                                                |                                                |                                                |
| År                                             |                                                |                                                | Folkmängd                                      | Landareal (km²)                                |
| 1960                                           | 1960                                           |                                                | 299                                            | 1,65                                           |
| 1970                                           | 1970                                           |                                                | 247                                            | 1,15                                           |
| 1980                                           | 1980                                           |                                                | 202                                            | 1,3                                            |
| 1990                                           | 1990                                           |                                                | 207                                            | 1,14                                           |
| 1995                                           | 1995                                           |                                                | 201                                            | 1,34                                           |
| Anm.: Ej tätort 2000.                          |                                                |                                                |                                                |                                                |